# Gerolsheim
Gerolsheim è un comune di 1 782 abitanti della Renania-Palatinato, in Germania. Superficie – 4,81 km²
Appartiene al circondario (Landkreis) di Bad Dürkheim (targa DÜW) ed è parte della comunità amministrativa (Verbandsgemeinde) di Leiningerland.